# Wielichowo Zachód
Wielichowo – nieczynny przystanek osobowy kolei wąskotorowej w Wielichowie, w województwie wielkopolskim, w Polsce.